# Naka (Sakai)
Naka (中区, Naka-ku) és un dels set districtes que formen la ciutat de Sakai, a la prefectura d'Osaka, Japó. El nom de Naka, que traduït al català vol dir "el mig" o "a dins", fa referència a la posició geogràfica del districte dins del municipi.

## Geografia
El districte de Naka, com bé indica el seu nom, es troba localitzat al centre geogràfic de la ciutat de Sakai, a l'oest de la prefectura d'Osaka i adscrita a la regió de Senboku. Naka-ku limita amb els districtes de Kita al nord; Minami al sud; Higashi a l'est i Nishi a l'oest.

## Història
L'àrea de l'actual districte de Naka ja formava part de la ciutat de Sakai abans que aquesta esdevinguera ciutat designada pel govern japonés l'1 d'abril de 2006, data que marca la fundació del districte.

## Transport

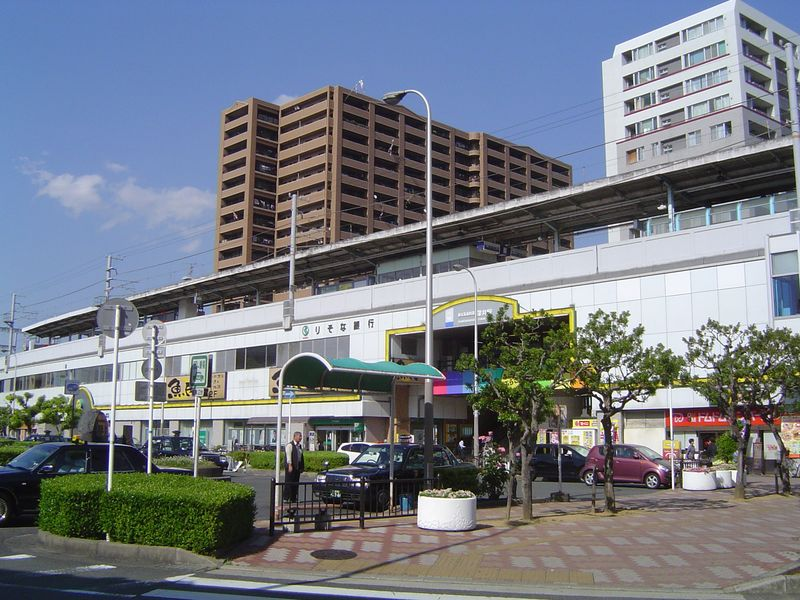
Estació de Fukai

### Ferrocarril
- Ferrocarril Ràpid de Senboku
  - Fukai

### Carretera
- Autopista Hanwa - via Sakai Senboku
- Nacional 310